# Contea di Changhua
La contea di Changhua (cinese tradizionale: 彰化縣; cinese semplificato: 彰化县; Tongyong pinyin: Jhanghuà Siàn; Wade-Giles: Chia-yi Hsien; Hanyu pinyin: Zhānghuà Xiàn; Pe̍h-ōe-jī: Ka-gī-kōan) è la contea più piccola della Repubblica di Cina (Taiwan), localizzata sul lato occidentale dell'isola di Taiwan.

## Amministrazione

### Città
- Changhua (彰化市 Zhānghuà Shì)

### Comuni

#### Comuni urbani
1. Beidou (北斗鎮 Běidǒu Zhèn)
2. Erlin (二林鎮 Èrlín Zhèn)
3. Hemei (和美鎮 Héměi Zhèn)
4. Lugang (鹿港鎮 Lùgǎng Zhèn)
5. Tianzhong (田中鎮 Tiánzhōng Zhèn)
6. Xihu (溪湖鎮 Xīhú Zhèn)
7. Yuanlin (員林鎮 Yuánlín Zhèn)

#### Comuni rurali
1. Dacheng (大城鄉)
2. Dacun (大村鄉)
3. Ershui (二水鄉)
4. Fenyuan (芬園鄉)
5. Fangyuan (芳苑鄉)
6. Fuxing (福興鄉)
7. Huatan (花壇鄉)
8. Pitou (埤頭鄉)
9. Puxin (埔心鄉)
10. Puyan (埔鹽鄉)
11. Shengang (伸港鄉)
12. Shetou (社頭鄉)
13. Tianwei (田尾鄉)
14. Xianxi (線西鄉)
15. Xiushui (秀水鄉)
16. Xizhou (溪州鄉)
17. Yongjing (永靖鄉)
18. Zhutang (竹塘鄉)

### Gemellaggi
- Prefettura di Nagano (Giappone) (2008)

## Educazione superiore
- National Changhua University of Education
- Dayeh university
- MingDao University
- ChienKuo Technology University
- ChungChon Institute of Technology

## Mercato notturno
Come altre località di Taiwan, la contea di Changhua ospita sul suo territorio un mercato notturno che, oltre ad essere un punto di riferimento per gli acquisti, è divenuto con il tempo anche un'importante attrazione turistica. Il mercato in questione si trova a Lukang ed è rinomato soprattutto per i negozi di gastronomia e i ristoranti. Le cucine di Lukang sono specializzate in prodotti di mare come storioni, anguille, ostriche, bivalve, gamberi di fiume e ostriche cinesi, nonché dolci come torta di veronica maggiore, torta di strutto, torte a forma di lingua di mucca, torte di noccioline, pane cinese, ecc. Alcuni negozi hanno più di cento anni, risalendo ai tempi della dinastia Qing.